# Egil Woxholt
Egil Severin Woxholt (* 21. April 1926 in Cheshire; † April 1991 in London) war ein britischer Kameramann, ein Fachmann für Unterwasser- und andere Spezialaufnahmen.

## Leben
Egil S. Woxholt, Sohn eines kurz nach dem Ersten Weltkrieg nach England ausgewanderten Norwegers, begann Ende der 1940er Jahre seine berufliche Laufbahn als zweiter Kameraassistent (sog. clapper loader). 1957 war er vor Ort in Ostafrika einer von mehreren Kameraassistenten bei den Außenaufnahmen zu dem Peter-Alexander-Lustspiel Münchhausen in Afrika, seiner ersten deutschen Produktion.
Woxholts Karriere erhielt einen beträchtlichen Schub Anfang der 1960er Jahre, als er sich auf Unterwasseraufnahmen spezialisierte, beginnend 1960 mit dem Horrorfilm Ein Toter spielt Klavier und der Jules-Verne-Adaption Die geheimnisvolle Insel. Seine bekanntesten Spezialaufnahmen lieferte er als Second-Unit-Kameramann für die James-Bond-Filme Feuerball und Im Geheimdienst Ihrer Majestät. 1964 führte ihn eine Filmreise in die Heimat seiner Eltern, wo er in der Telemark-Provinz unter der Leitung des Hollywood-Veteranen Anthony Mann die Second-Unit-Regie bei dem Kriegsfilm Kennwort "Schweres Wasser" mit Kirk Douglas in der Rolle eines norwegischen Widerständlers übernahm. 1969 war er neben Alan Hume Kameramann bei Kapitän Nemo (Originaltitel: Captain Nemo and the Underwater City).
1980/81 diente Woxholt – erneut für Spezialaufnahmen – als einer von insgesamt acht Kameraleuten bei Wolfgang Petersens in München entstandenem U-Boot-Drama Das Boot. Mitte der 1980er Jahre, nach der Arbeit an seinem letzten Bond-Abenteuer Im Angesicht des Todes und einer erneuten Second-Unit-Regie (das Saurier-Abenteuer Baby – Das Geheimnis einer verlorenen Legende), zog sich Woxholt ins Privatleben zurück. Woxholts Schwester war die in Oslo geborene Schauspielerin Greta Gynt (1916–2000).